# Leptobarbus rubripinna
Leptobarbus rubripinna är en fiskart som först beskrevs av Fowler, 1937.  Leptobarbus rubripinna ingår i släktet Leptobarbus och familjen karpfiskar. IUCN kategoriserar arten globalt som otillräckligt studerad. Inga underarter finns listade i Catalogue of Life.